# Yvette Prieto
Yvette Prieto (ur. 26 marca 1979 na Florydzie) – amerykańska modelka pochodzenia kubańskiego, która pracowała dla projektantów, takich jak Alexander Wang. Wystąpiła również w dokumencie Cuba: An Island Apart jako ona sama. Żona Michaela Jordana.

## Życie prywatne
Yvette poznała legendę koszykówki, Michaela Jordana, w klubie nocnym w Miami w 2007. W 2009 r. zamieszkali razem, a zaręczyli się w Boże Narodzenie w 2011. W kwietniu 2013 wzięli ślub w Kościele Episkopalnym Bethesda-by-the-Sea. Suknia ślubna Yvette została zaprojektowana przez J’Atona Couture, a na ich przyjęciu weselnym zaśpiewali celebryci Usher i Robin Thicke. W lutym 2014 Yvette urodziła bliźniaczki, Ysabel i Victorię. Jest ona także macochą dla trojga dzieci Jordana z pierwszego małżeństwa z Juanitą Vanoy.
Wcześniej Yvette była w związku z Julio Iglesiasem Jr.
Yvette ma brata, Carlosa Prieto, który prowadzi sklep z butami w Miami.